# Neutronstjärna

En modell av en neutronstjärna.

Gravitationell böjning av ljuset på en neutronstjärna. Genom relativistisk ljusböjning är mer än halva stjärnans yta synlig (varje ruta representerar här 30 x 30 grader).

En neutronstjärna är ett av flera möjliga slut för en stjärna. När en stjärna i slutet av sitt liv stöter bort sina yttre lager inträffar en gravitationskollaps då stjärnans kvarvarande inre delar imploderar. Om stjärnan är så stor att den kvarvarande massan motsvarar 1,4–3 solmassor övergår den i en supernova. Återstoden blir en neutronstjärna som består av tätt packade neutroner, och övrigt material utspridda rester från supernovan.

## Egenskaper
En typisk neutronstjärna är endast cirka 20 km i diameter, men har en massa motsvarande 1,4–3 solmassor. Detta innebär att neutronstjärnan har en densitet som är omkring 1 miljard ton per kubikcentimeter. Gravitationsfältet vid stjärnans yta är tvåhundra miljarder gånger starkare än på jorden, vilket ger en flykthastighet på ungefär 100 000 km/s, detta är ungefär 1/3 av ljusets hastighet. Ett fallande föremål skulle uppnå 6,5 miljoner km/h redan efter en meters fall.
Neutronstjärnor har fått sitt namn av att gravitationen är så stark att atomerna i stjärnans inre kollapsar, vilket gör att protonerna och elektronerna smälter samman och bildar neutroner. Neutronerna ligger så tätt sammanpackade att materian inte längre har fast form, utan har övergått i ett nytt aggregationstillstånd, så kallad degenererad materia. Stjärnans inre omges av ett skal, drygt 1 km tjockt, vilket består av fast materia, troligen järn. Skalet är extremt hårt, och på grund av den enorma gravitationen mycket slätt (med maximala ojämnheter på cirka 5 millimeter).
Stjärnans starka gravitationsfält fungerar som en gravitationslins, den strålning stjärnan sänder ut böjs av så mycket att även delar av baksidan syns tillsammans med framsidan. 
En ung neutronstjärna kan nå en rotationshastighet på flera hundra varv i sekunden, vilket beror på att den behåller den ursprungliga stjärnans rörelsemängdsmoment. Eftersom neutronstjärnans radie är en miljondel eller mindre av den ursprungliga, måste rotationshastigheten öka i motsvarande grad. Med tiden minskar rotationshastigheten och radiostrålningen blir allt svagare, miljoner år gamla neutronstjärnor har rotationstider där ett varv kan ta flera sekunder.
En nyskapad neutronstjärna har en innertemperatur på mellan 10 och 100 miljoner grader C. Den stora mängden neutriner stjärnan utstrålar för dock bort så mycket energi att temperaturen faller till omkring 1 miljon grader på några år. Även vid 1 miljon grader så avges det mesta av ljuset i form av röntgenstrålning. Av det synliga ljuset utstrålar neutronstjärnor troligen ungefär samma energi i alla delar av det synliga spektrumet, och framträder därför som vita.

## Pulsarer
Pulsarer är neutronstjärnor som genererar regelbundna pulser av strålning. En neutronstjärna avger svagt synligt ljus, samt stark strålning i form av gamma- och röntgenstrålning samt radiovågor. Strålningen utgår ifrån stjärnans båda magnetiska poler och bildar alltså två koner åt motsatta håll. Eftersom rotationsaxeln och de magnetiska polerna inte ligger på samma ställen, sveper dessa strålningsknippen över himlen som från en fyr, med samma intervall som stjärnans rotationshastighet. Från jorden kan vi bara se de pulsarer där strålningsknippena är riktade mot oss. De flesta i dag kända neutronstjärnor är pulsarer, vilket alltså beror just på att just pulserna är lättupptäckta.
Med upptäckten av pulsarernas existens 1967, bekräftades även neutronstjärnornas existens.

## Uppkomst
När en stjärna har förbrukat sitt bränsle stöter den bort sina yttre lager. Den kärna som återstår sammanpressas. Om den återstående kärnan är 1,4–3 solmassor så kan det återigen bildas kärnreaktioner i stjärnan på grund av den starka gravitationen, allteftersom temperaturen stiger med trycket. När kärnreaktionerna börjar igen slungas de yttre lagren iväg från stjärnan, i en så kallad supernova och kvar är då endast den ursprungliga stjärnans kärna, en neutronstjärna.
Stjärnor med en kvarvarande kärna som är mindre än 1,4 solmassor blir vanligen vita dvärgar, stjärnor med en kvarvarande massa på 2–4 solmassor kan möjligen bli kvarkstjärnor, stjärnor stora nog att lämna en rest på över 4 solmassor blir svarta hål.

## Förekomst
Man känner till omkring 2 000 neutronstjärnor i Vintergatan och de Magellanska molnen. Den närmast belägna neutronstjärnan är RX J1856.5-3754, drygt 400 ljusår bort i stjärnbilden Södra kronan.

## Exempel på neutronstjärnor
- PSR B1257+12 – en millisekundpulsar och den första neutronstjärnan med planetsystem som upptäckts.
- 1RXS J141256.0+792204

### Fotnoter
1. ↑  ”Kan en neutronstjärna leva för evigt” (på svenska). Illustrerad vetenskap. 30 maj 2017. http://illvet.se/universum/stjarnor/kan-en-neutronstjarna-leva-for-evigt. Läst 23 oktober 2017.
2. ↑  ”Neutronstjärna?” (på svenska). Allt om vetenskap. 7 augusti 2007. http://www.alltomvetenskap.se/nyheter/neutronstjarna. Läst 23 oktober 2017.
3. ↑  Johan Hansson, Fredrik Sandin (1 oktober 2005). ”Stor som en kula men tyngre än jorden” (på svenska). Forskning och framsteg. Arkiverad från originalet den 24 oktober 2017. https://web.archive.org/web/20171024043021/http://fof.se/tidning/2005/7/stor-som-en-kula-men-tyngre-jorden. Läst 23 oktober 2017.